# Вальченко Василь Іванович
Вальченко Василь Іванович (1 липня 1894, Кладьківка — ?, після 18 вересня 1928) — український військовик, громадський діяч, інженер-лісівник, педагог; начальник наказної частини канцелярії Головного отамана Армії УНР, помічник начальника відділу Військового міністерства УНР (11.1921), учитель гімназії в м. Ченстохові; звання — старшина (офіцер) Армії УНР.
Відповідно до українського законодавства є борцем за незалежність України у XX столітті.

## Біографія
Вальченко Василь закінчивши 1915 року Ніжинську класичну гімназію, поступив на природничий відділ фізико-математичного факультету Київського університету Св. Володимира. Був мобілізований 1916 року до російської імператорської армії. В подальшому був направлений на навчання в Київську школу прапорщиків яку він закінчив, після чого був призначений на службу до штабу Київської військової округи.
У «Curriculum vitae» зазначив:
Під час революції приймав діяльну участь в українізації штабу. Прихід большевиків примусив покінчити військову службу й утікати. В лютому 1918 р. вступив на службу до Головного Штабу УНР, де пробув аж до скінення гетьмана, коли був командирований до Канцелярії головного Отамана на посаду начальника Наказної частини. Перед евакуацією Київа знов повернувся до Головного Штабу, з яким і виїхав. Під час війни з большевиками в 1919—1920 pp. був у ріжних військових установах на ріжних посадах. Останній час перед евакуацією з Кам'янця та інтернуванням був при військовому міністерстві на посаді помічника начальника відділу. На інтернуванні перебував у м. Ченстохові спочатку при Військовому міністерстві, а потім командирований до Міністерства Освіти на посаду вчителя гімназії в Ченстохов. В жовтні 1923 року приїхав до Чехії вступити на лісовий відділ УГА.— 
Вальченко Василь в 1922 році був зарахований на лісовий відділ агрономічно-лісового факультету Української Господарської Академії. Диплом УГА здобув 26 травня 1928 року. 18 вересня 1928 р. обраний Професорською радою академії професорським стипендіатом при кафедрі охорони лісу агрономічно-лісового факультету УГА. Його батько Іван 1923 року жив у с. Кладьківці.
Подальша доля невідома.